# История электроэнергетики
Хотя опыты с электричеством производились с XVII века, история электроэнергетики началась лишь в XIX веке.

## XIX век
Несмотря на то, что с тех пор, как Алессандро Вольта в 1800 году разработал вольтов столб, было известно, что электричество вырабатывается в результате химических реакций, происходящих в электролитическом элементе, его производство таким способом было и остаётся дорогим. В 1831 году Майкл Фарадей изобрёл машину, которая вырабатывала электричество из вращательного движения, но потребовалось почти 50 лет, чтобы технология достигла коммерчески жизнеспособной стадии. Другие первые попытки полезного использования электричества были предприняты во второй половине XIX века, основными направлениями использования были недавно изобретённый телеграф, гальванотехника, военная техника (например были попытки создания судов и самоходных машин с электрическими двигателями; разрабатывались мины с электрическим взрывателем). Источниками электричества поначалу служили гальванические элементы.

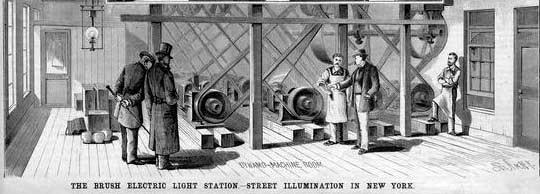
Генераторы (динамо-машины) Чарльза Браша на одной из первых электростанций в Нью-Йорке, 1881 год

В 1878 году в Соединённых Штатах Томас Эдисон разработал и продал коммерчески жизнеспособную замену газовому освещению и отоплению с использованием локально генерируемого и распределённого электричества постоянного тока на основе наработок М. Фарадея.
В декабре 1881 года Роберт Хаммонд продемонстрировал новый электрический свет в городе Брайтон в графстве Сассекс в Великобритании. Последовавший за этим успех этой установки позволил Хаммонду поставить это предприятие как на коммерческую, так и на юридическую основу, поскольку ряд владельцев магазинов хотели использовать новое электрическое освещение.
В начале 1882 года Томас Эдисон открыл первую в мире паровую электростанцию постоянного тока на виадуке Холборн в Лондоне, где он заключил соглашение с Городской корпорацией сроком на три месяца на обеспечение уличного освещения. Со временем он снабдил электричеством ряд местных потребителей. 
Позже, в сентябре 1882 года, Эдисон открыл электростанцию на Перл-стрит в Нью-Йорке, и снова она стала источником постоянного тока. Именно по этой причине генерация происходила рядом с потребителем, так как у Эдисона не было средств преобразования напряжения.
В 1870-х — начале 1880-х годов еще не было технологий по передаче электроэнергии на дальние расстояния, поэтому места производства электроэнергии не были отделены от мест потребления. В Российской империи первой электростанцией такого типа стала станция для освещения Литейного моста в Санкт-Петербурге, построенная в 1879 году при участии Павла Яблочкова.
Но строить множество небольших электростанций было весьма затратно, и всё более целесообразной казалась организация централизованного производства электричества. Уровень допустимых потерь для сетей постоянного тока обеспечивался только при достаточно высоком напряжении, что не позволяло передавать энергию на большие расстояния. Поэтому электростанция Эдисона на Перл-стрит подавала энергию потребителям на площади лишь 2,5 квадратных километра. Электростанции приходилось строить в центрах городов, что затрудняло их обеспечение топливом и водой. Кроме того, участки земли в центре города были дорогими.

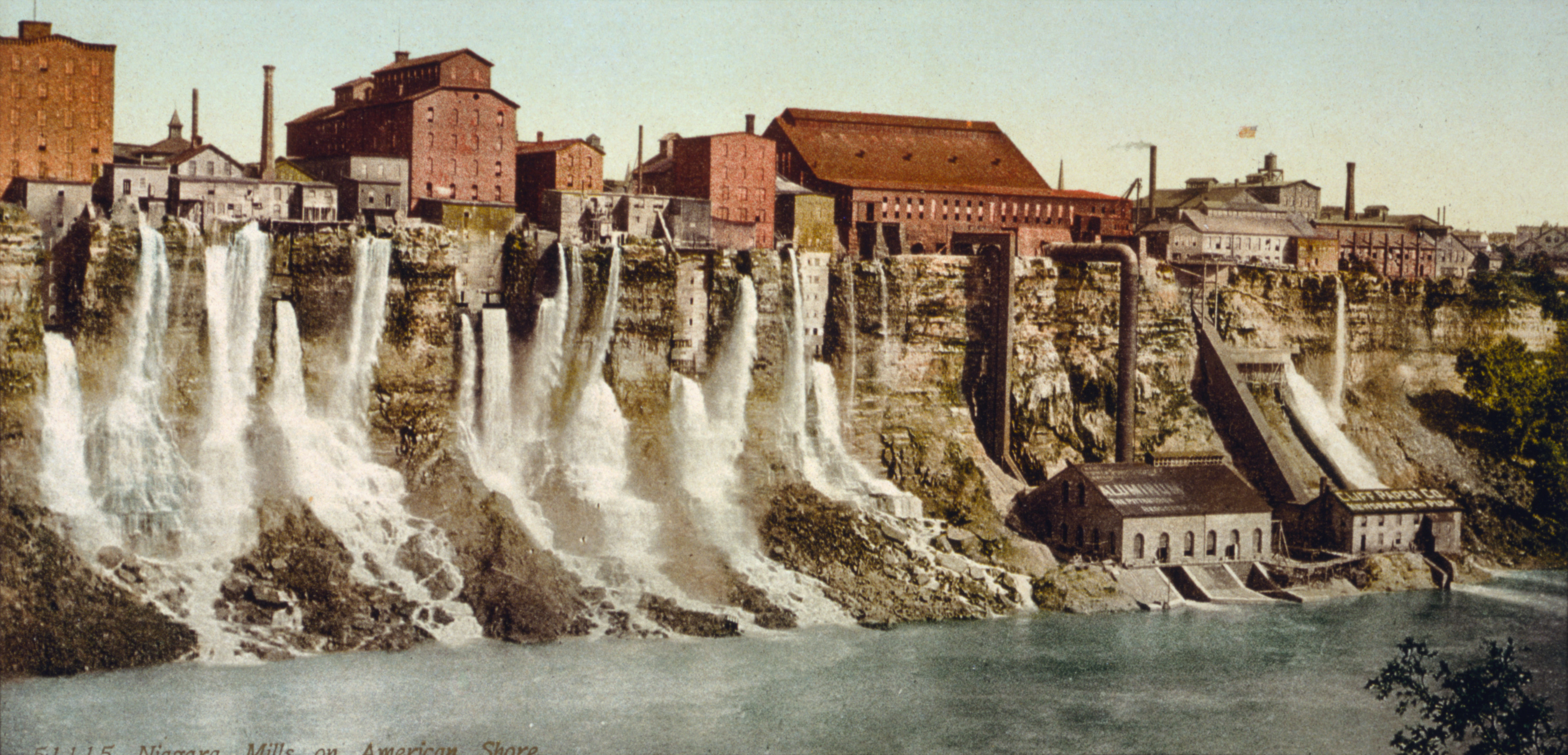
ГЭС Шулькопфа на Ниагарском водопаде, около 1900 года

Стало очевидно, что решить задачу централизованного электроснабжения можно лишь с применением переменного тока, что стало возможным благодаря созданию трансформатора. Первая городская электростанция переменного тока была построена в Лондоне в 1884 году. Но первые электростанции переменного тока были однофазными, что ограничивало их применение только системами освещения, электродвигатели на таком токе работать не могли. Лишь когда русский изобретатель Михаил Доливо-Добровольский, разработав конструкцию трёхфазного трансформатора, в 1891 году на Международной технической выставке во Франкфурте-на-Майне продемонстрировал, как переменный ток может передаваться десятки километров (от небольшой гидроэлектростанции в местечке Лауффен-ам-Неккар в 170 км от Франкфурта-на-Майне на 170 км электроэнергия, дважды трансформируясь, передавалась по трехпроводной сети к принимающим устройствам на Международной выставке) проблема централизованного электроснабжения была принципиально решена. Именно это событие считается началом всемирной электрификации. Постоянный ток стал уступать свои позиции. Первая районная электростанция, снабжавшая электричеством целый регион, так же как некогда первая городская, была построена в США. Это была Ниагарская гидроэлектростанция на Ниагарском водопаде мощностью 37 МВт, открытая в 1896 году.

## XX век

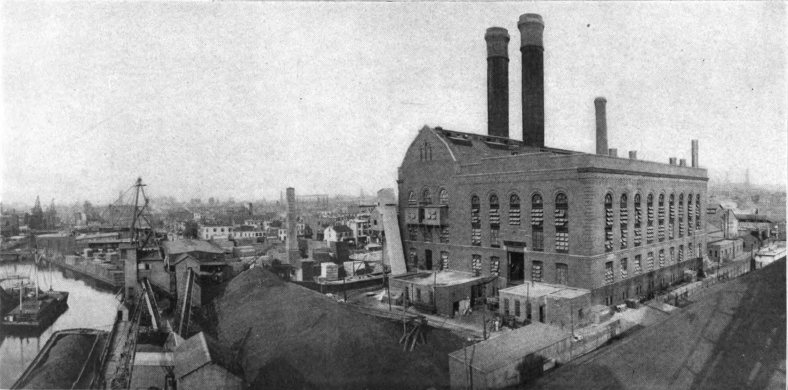
Тепловая электростанция в Бруклине (принадлежала трамвайно-железнодорожной компании), 1910 год

В начале XX века начался стремительный процесс электрификации. К 1924 году в США электрическое освещение имели в среднем 35% домов, но в Калифорнии, где в 1909 году инженер Эзра Скаттергуд придумал построить гидроэлектростанцию на реке Колорадо, этот показатель составлял 83%. 
В Российской империи к 1916 году были проведены две энергетические переписи тепловых электростанций общим количеством 5 462 в 1905 г. и 9 221 в 1913 г. с общей производительностью, соответственно, 482 млн. кВт*ч и 1,8 млрд. кВт*ч. В переписях не были учтены тысячи небольших гидроэлектростанций. К  1917 г. их мощность  достигала 19 МВт. Самая крупная из них (Гиндукушская ГЭС, которая работает до настоящего времени) имела мощность 1350 кВт.

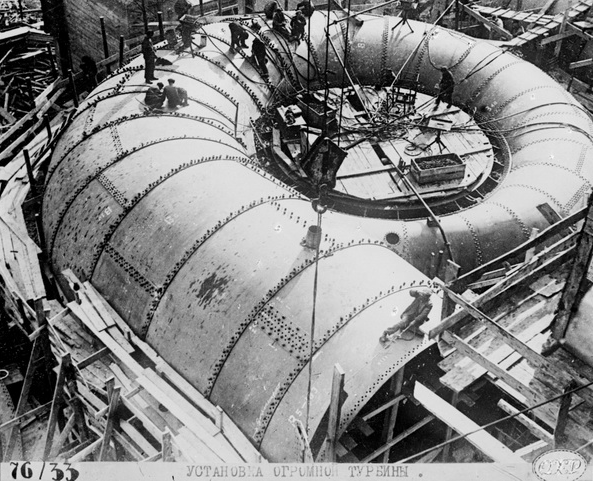
Монтаж водяной турбины при строительстве Днепрогэс, 1932 год

После Октябрьской революции в 1920 году в Советской России был принят план ГОЭЛРО, который наметил строительство в течение 10-15 лет 30 районных электростанций (20 тепловых и 10 ГЭС) и электрификацию промышленности и железных дорог на этой базе. Уже к 1938 году план ГОЭЛРО был перевыполнен втрое. 
В Советской России сначала использовалось напряжение 100–127 вольт, как и в США. Однако с ростом числа потребителей стало понятно, что существующая система не справляется с нагрузкой, поэтому в СССР в 1960-х годах было решено перейти на более высокое напряжение — 220 вольт, что позволило обеспечить стабильное электроснабжение для всех регионов страны. В США же было решено оставить напряжение 110 вольт. В настоящее время существует два основных стандарта напряжения: американский стандарт (100–127 вольт при частоте 60 герц) и европейский стандарт (220–240 вольт при частоте 50 герц). Большинство стран мира применяют один из этих двух стандартов.